# صاحب الطاق
محمد بن علي بن النعمان بن أبي طريفة البجلي. متكلم وراوي عراقي كوفي شيعي عاصر عدداً من الأئمة الإثني عشر وروى عنهم ويُعدّ من كبار الرواة الشيعة، فقد كان من أصحاب زين العابدين والباقر والصادق ويروي عنهم أحاديث كثيرة، وهو مبجل عند الشيعة حيث يعدّونه من المتكلمين البارعين ومن ثقات المحدثين.
قال عنه ابن النديم في الفهرست: «وكان أولاً من أصحاب الجهم بن صفوان. ثم انتقل إلى القول بالإمامة بالدلائل والنظر. وكان منقطعاً إلى البرامكة ملازماً ليحيى بن خالد».

## كنيته ولقبه
كنيته هي أبو جعفر ومن ألقابه: الأحول أو صاحب الطاق ويُلقّبه الشيعة بلقب مؤمن الطاق ويطلق عليه أهل السنة والجماعة لقب شيطان الطاق(1) لأنه كان له دكان في (طاق المحامل) بأحد أسواق الكوفة بالعراق، أو بسبب مهارته بمعرفة الدراهم والدنانير، ويقال إن أول من أطلق عليه هذا اللقب أبو حنيفة النعمان.
ذكره الذهبي في سير أعلام النبلاء قائلاً عنه: ”محمد بن النعمان الأحول، عراقي شيعي جلد، يلقبه الشيعة بمؤمن الطاق. يعد من أصحاب جعفر بن محمد“.
كان صاحب الطاق يمتهن الصيرفة وقد كان دكانه في طاق المحامل بالكوفة يرجع إليه في النقد.

## كتبه
| - الإمامة. - الرد على المعتزلة في إمامة المفضول. - الاحتجاج في إمامة علي بن أبي طالب. - المعرفة. | - إفعل لا تفعل. - الكلام على الخوارج. - في أيام هارون الرشيد. | - طلحة وعائشة. ذكره الذهبي بهذا العنوان في ترجمته لمؤمن الطاق في كتابه سير أعلام النبلاء، أمّا آغا بزرگ الطهراني فقد ذكره بعنوان طلحة والزبير وعائشة نقلاً عن ابن النديم الذي ذكره في فوز العلومأو الفهرست. |

## مكانته

### عند الشيعة
عن جعفر بن محمد الصادق: ”زرارة وبريد بن معاوية ومحمد بن مسلم والأحول أحب الناس إلي أحياءً وأمواتاً، ولكنهم يجيؤني فيقولونني لي فلا أجد بُداً من أن أقول“.
النجاشي: «يلقب مؤمن الطاق وصاحب الطاق، ويلقبه المخالفون شيطان الطاق»
الشيخ الطوسي:«يلقب عندنا مؤمن الطاق، ويلقبه المخالفون بشيطان الطاق، وهو من أصحاب الإمام جعفر الصادق عليه السلام، وكان ثقة متكلما حاذقا حاضر الجواب»
العلامة الحلي:«الملقب بمؤمن الطاق، مولى بجيلة، من أصحاب الكاظم (عليه السلام)، ثقة، وكان يلقب بالأحول، والمخالفون يلقبونه بشيطان الطاق، وكان دكانه في طاق المحامل بالكوفة، يرجع إليه في النقد فيخرج كما ينقد، فيقال شيطان الطاق، وكان كثير العلم حسن الخاطر.»
هشام بن الحكم، تختلف المصادر في نظرته إليه، فيروى أنه كتب كتاباً في الرد عليه اسمه: (كتاب الرد على شيطان الطاق)، ويروى أيضاً أنه لما بلغه أن أهل السنة لقبوه بشيطان الطاق سماه مؤمن الطاق.

### عند أهل السنة والجماعة
كان بينه وبين أبي حنيفة النعمان مناظرات عديدة منها أنهما تناظرا في فضائل علي بن أبي طالب، أورد تلك المناظرة ابن حجر العسقلاني في (لسان الميزان)، وأوردها ابن تيمية في (منهاج السنة النبوية). كان صاحب الطاق يتهم أبا حنيفة بأنه يقول بعقيدة تناسخ الأرواح،(2) واتهمه أبو حنيفة بأنه يقول بالرجعة بعد الموت، ويقال: إنه أول من أطلق عليه لقب (شيطان الطاق)، لأنه من أهل البدع والأهواء، ولكن يرى مؤرخو الشيعة الإمامية عكس ذلك، ويلقبونه (مؤمن الطاق). قال عرفان محمد حمور محقق كتاب (أخبار الظراف والمتماجنين): «وقد ورد في حاشية الأصل المنقول عنه: أن شيطان الطاق زنديق، ولهذا لقب بهذا اللقب، فلا عبرة بقدحه في أبي حنيفة وكذبه عليه».
من أقواله وفقاً للمصادر السنية: «أنّ الله لا يعلم الشيء حتى يُقدَّرَه، وأما قبل تقديره، فيستحيل أن يعلمه، ولو كان عالماً بأفعال عباده، لاستحال أن يمتحنهم ويختبرهم». وقوله: «أن الإله على هيئة الإنسان ولكنه ليس بجسم». لذلك يعتبره أهل السنة والجماعة من غلاة الشيعة المشبهة المجسمة، وإليه تنسب فرقة الشيطانية من الإمامية، تنفي شخصية الشيطان. عدّها المقريزي من فرق المعتزلة. وصف اعتقاداتهم فخر الدين الرازي في كتابه (اعتقادات فرق المسلمين والمشركين) فقال ما نصه: «الشيطانية: أتباع شيطان الطاق. وهم يزعمون أن الباري مستقر على العرش والملائكة يحملون العرش. وهم وإن كانوا ضعفاء بالنسبة إلى الله. لكن الضعيف قد يحمل القوی کرجل الديك التي تحمل مع دقتها جثة الديك».
وقال أبو الحسن الأشعري في كتابه (مقالات الإسلاميين واختلاف المصلين): «الفرقة الخامسة من الروافض، وهم أصحاب شيطان الطاق يزعمون أنّ الله عالم في نفسه ليس بجاهل، ولكنه إنما يعلم الأشياء إذا قدرها وأرادها، فأما قبل أن يُقدّرها ويريدها فمحال أن يعلمها، لا لأنه ليس بعالم، ولكن الشيء لا يكون شيئا حتى يقدره ويثبته بالتقدير والتقدير عندهم الإرادة».

## الهوامش
- روى الطوسي في كتابه اختيار معرفة الرجال عن تسمية شيطان الطاق: ”لقبه الناس شيطان الطاق، وذلك أنهم شكوا في درهم فعرضوه عليه وكان صيرفياً فقال لهم: ستوق، فقالوا: ما هو إلا شيطان الطاق“.[27]

- تناسخ الأرواح: عقيدة شاع أمرها بين الهندوس والبوذيين وغيرهم، مفداها أن روح الميت تنتقل إلى كائن حي آخر أعلى أو أدنى؛ لتنعم أو تعذب، جزاء سلوك صاحبها الذي مات بدنه فتكفر سيئاتها وتكتسب ما يكملها في حياتها الجديدة، ويستمر التناسخ حتى تتطهر النفس.